# Lorenzo Cittadini
Lorenzo Cittadini (Bergamo, 17 dicembre 1982) è un ex rugbista a 15 e allenatore di rugby a 15 italiano, di ruolo pilone, due volte campione d'Italia con Calvisano e Benetton e internazionale per l'Italia dal 2008 al 2017.

## Biografia
È cresciuto nel Brescia giocando nei campionati inferiori e si è trasferito nel 2005 al Calvisano con cui ha esordito in Super 10 ed ha vinto lo scudetto nella stagione 2007-08.
Ha fatto parte della Nazionale A partecipando alle IRB Nations Cup nel 2006 e 2007 ed ha esordito con la Nazionale maggiore nel match inaugurale del Sei Nazioni 2008 contro l'Irlanda a Dublino.
Dopo il grave infortunio, frattura di tibia e perone, subito nella semifinale scudetto contro Petrarca Padova a fine maggio 2008, che lo ha tenuto lontano dai campi per tutta la stagione seguente, nel 2009 si è trasferito al Benetton Treviso vincendo, nel primo anno di permanenza, lo scudetto, la coppa Italia e la supercoppa italiana.
Nel 2011 partecipò alla Coppa del Mondo giocando due partite contro l'Australia e contro la Russia, incontro in cui fu schierato nella formazione titolare.
Ha segnato la sua prima meta con la maglia della nazionale nel vittorioso test match con Tonga, giocatosi nella sua Brescia il 10 novembre del 2012..
Nell'aprile del 2014 ha lasciato il Benetton Treviso per trasferirsi in Inghilterra ai Wasps.
Nella stagione 2016-2017 ha militato nel club francese del Bayonne, per poi passare allo Stade français, al Verona e ancora al Calvisano.

## Palmarès
- Campionati italiani: 2
Calvisano: 2007-08
Benetton Treviso: 2009-10
- Coppe Italia: 1
Benetton Treviso: 2009-10
- Supercoppe d'Italia: 1
Benetton Treviso: 2009
- Coppa Intercontinentale: 1 (unica)
Calvisano: 2006